# Pseudanodonta middendorffi
Pseudanodonta middendorffi is een tweekleppigensoort uit de familie van de Unionidae. De wetenschappelijke naam van de soort is voor het eerst geldig gepubliceerd in 1849 door Siemaschko.